# Sabre Rock
Der Sabre Rock (von englisch sabre ‚Säbel‘) ist ein 7,5 m hoher Klippenfelsen vor der Nordküste Südgeorgiens. In der Cumberland East Bay liegt er 800 m ostsüdöstlich des Dartmouth Point. 
Die Besatzung der HMS Herald nahm im Januar 1987 die Vermessung des Felsens vor und gab ihm seinen an seine Form angelehnten deskriptiven Namen.